# Чајџиница на августовској месечини
Чајџиница на августовској месечини (енгл. The Teahouse of the August Moon) је филмска комедија из 1956. године, која прати причу после Другог светског рата када је Америка окупирала Јапан. Глуме Глен Форд и Марлон Брандо.